# ニューギニア議会
ニューギニア議会（にゅーぎにあぎかい、オランダ語: Nieuw Guinea Raad  ）とは、1961年にオランダ領ニューギニアにおいて設立された一院制の議会。知事に助言を行うパプア人代表団体である。1961年4月5日発足。28人の議員で構成され、そのうち16人は1961年1月に行われた選挙で選出された。
議会は、1年以内に民族自決に関する請願を知らせることが求められた。 緊急会期中に、議会は「西パプア共和国」建国を念頭に、国旗となりうる明けの明星旗、国歌となりうる我が地パプア、国章、国の標語といった国家の象徴やマニフェストを起草した。 

## 評議会関係者
J.H.F. Sollewijn Gelpkeは同議会議長、J.W.Trouwは書記官であった。

## 議事堂
議事堂は1960年から61年にかけてホーランディアに建てられ、1962年に議会が廃止されるまで使用されていた。現在この建物は、パプア州の地方立法府たるパプア人民代表議会 （インドネシア語: Dewan Perwakilan Rakyat Papua またはDPRPapua ）の議事堂となっている。 